# Carlos de Haes
Carlos de Haes né à Bruxelles le 27 janvier 1826 et mort à Madrid le 17 juin 1898 est un peintre et graveur espagnol, d'origine belge.

## Biographie
Carlos de Haes est essentiellement un peintre paysagiste, discipline qu'il enseigne à partir de 1857 à l'Académie royale des beaux-arts de San Fernando de Madrid. Il laisse un œuvre considérable (environ 4 000 toiles et esquisses) dont une bonne partie est conservée dans les musées de Malaga, de Lérida (Museu Diocesà i Comarcal) et de Madrid (musée du Prado).
Il participe avec Domingo Martínez à la préparation des plaques des Désastres de la guerre de Francisco de Goya, pour leur publication par l'Académie royale en 1863.
Lors de son séjour en France, il réalise des peintures de Villerville en Normandie.
Lors de son séjour à Bruxelles, il adhère à la loge des vrais amis de l'union et du progrès réunis (GOB).
Il eut pour illustres élèves Serafín Avendaño, Aureliano de Beruete et Darío de Regoyos.

## Œuvres dans les collections publiques
- Pics d'Europe, vers 1874, huile sur papier marouflé sur toile, 32 × 42 cm, Madrid, musée du Prado[3]
- Le Canal de Mancorbo dans les pics d'Europe , 1876, huile sur toile, 168 × 123 cm, Madrid, musée du Prado

Œuvres de Carlos de Haes
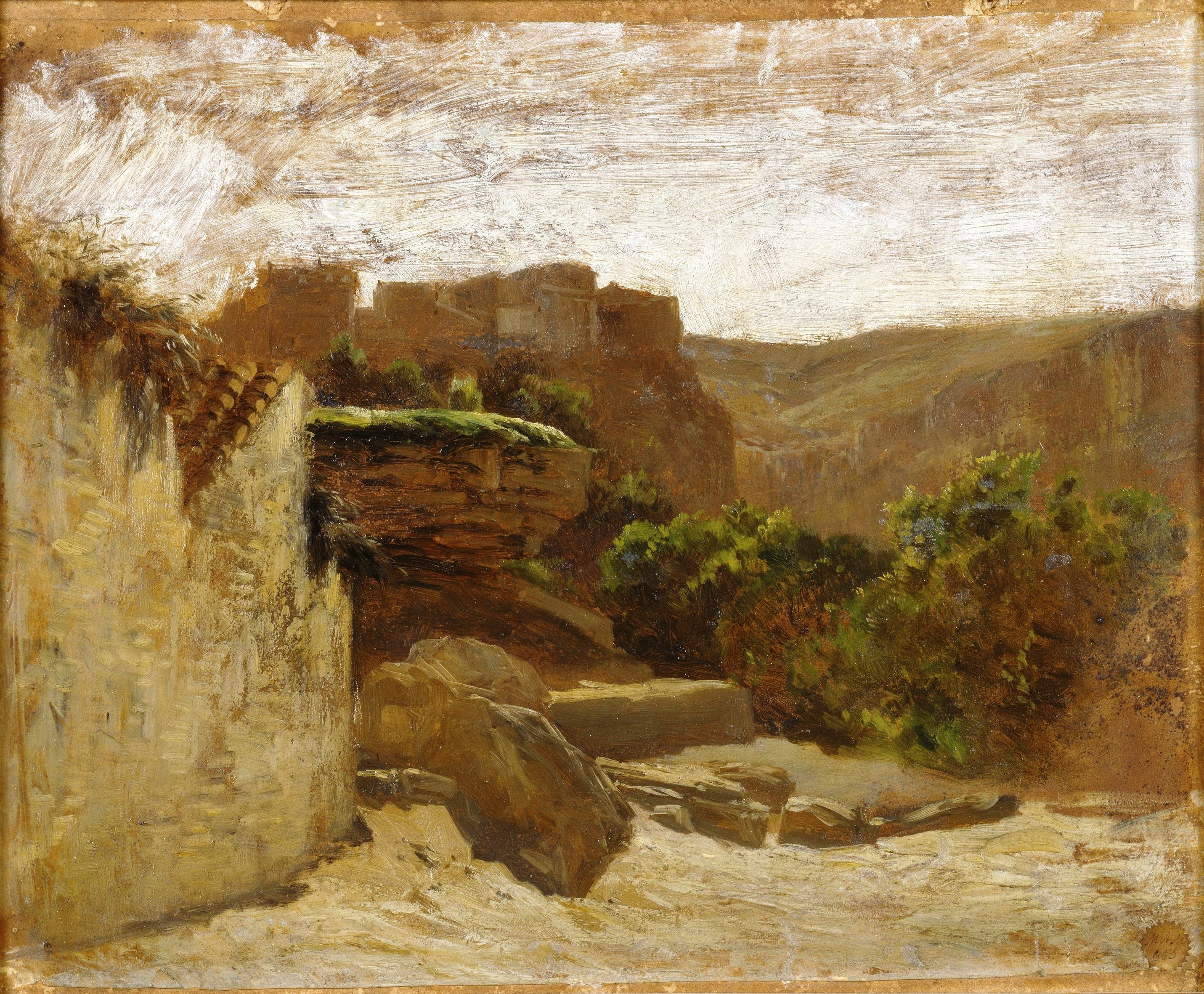
Nuévalos (Aragon) (vers 1856), Madrid, musée du Prado.
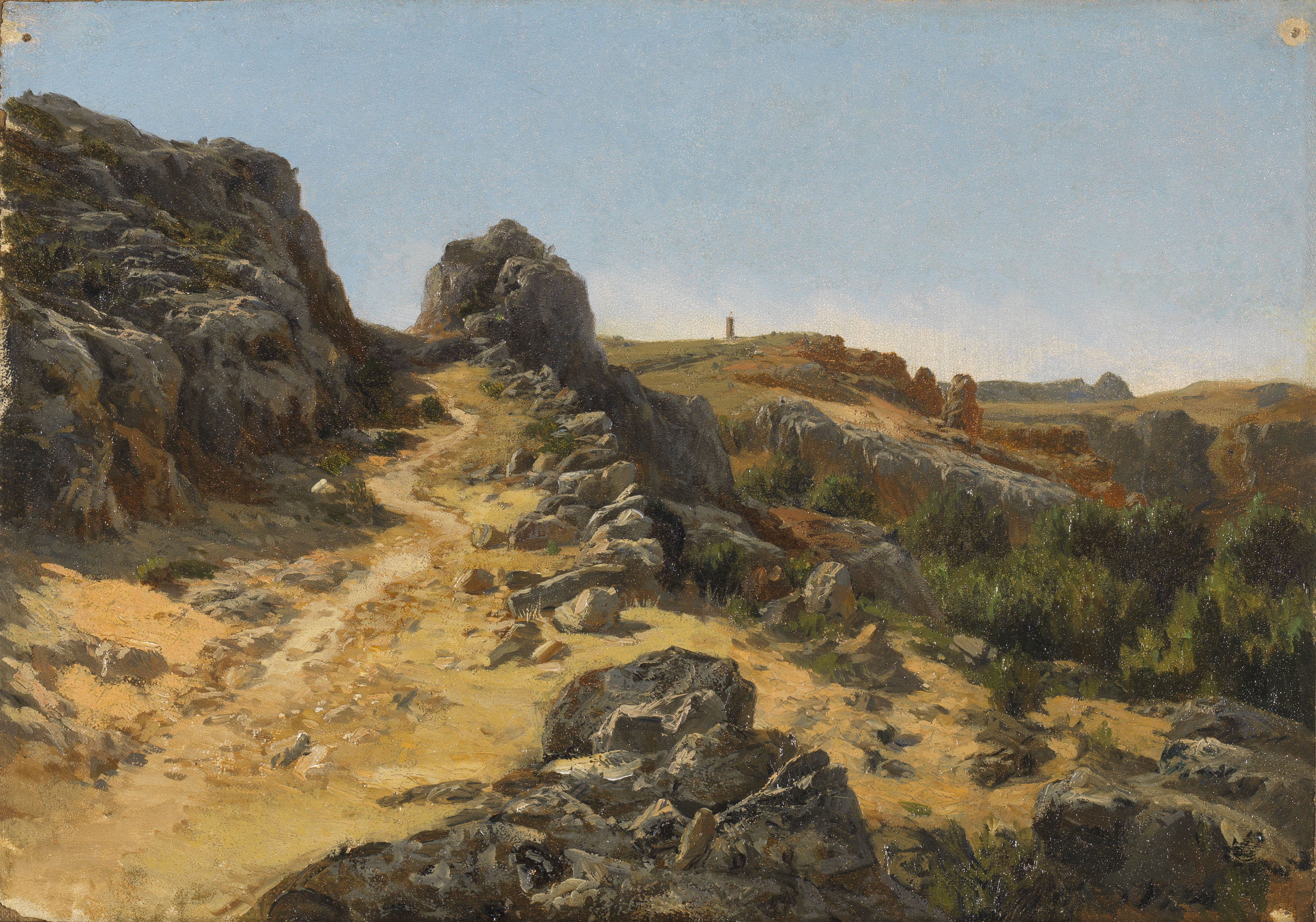
Environs du monastère de Piedra (1857), Madrid, musée du Prado.
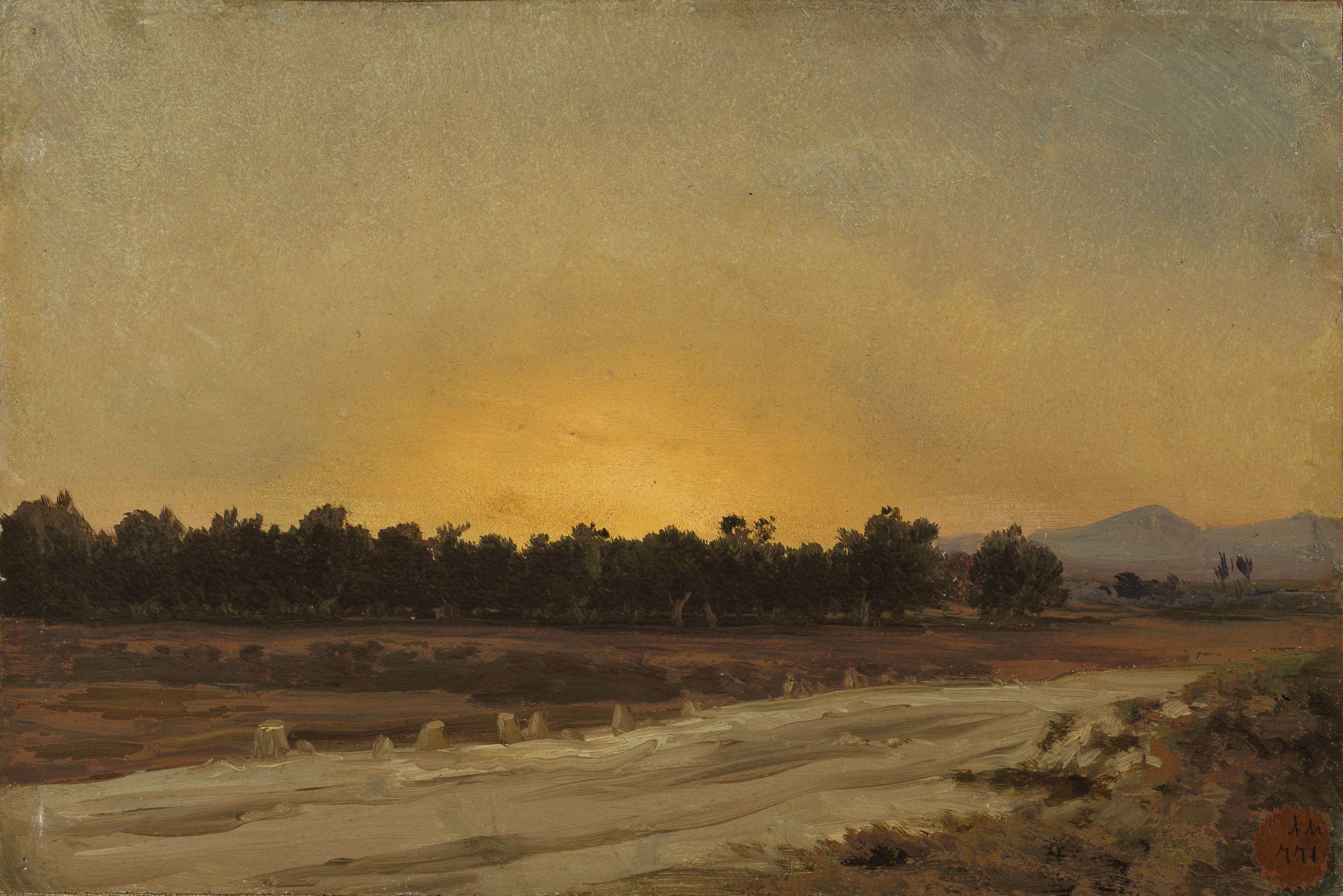
Coucher de soleil (Elche) (vers 1861), Madrid, musée du Prado.
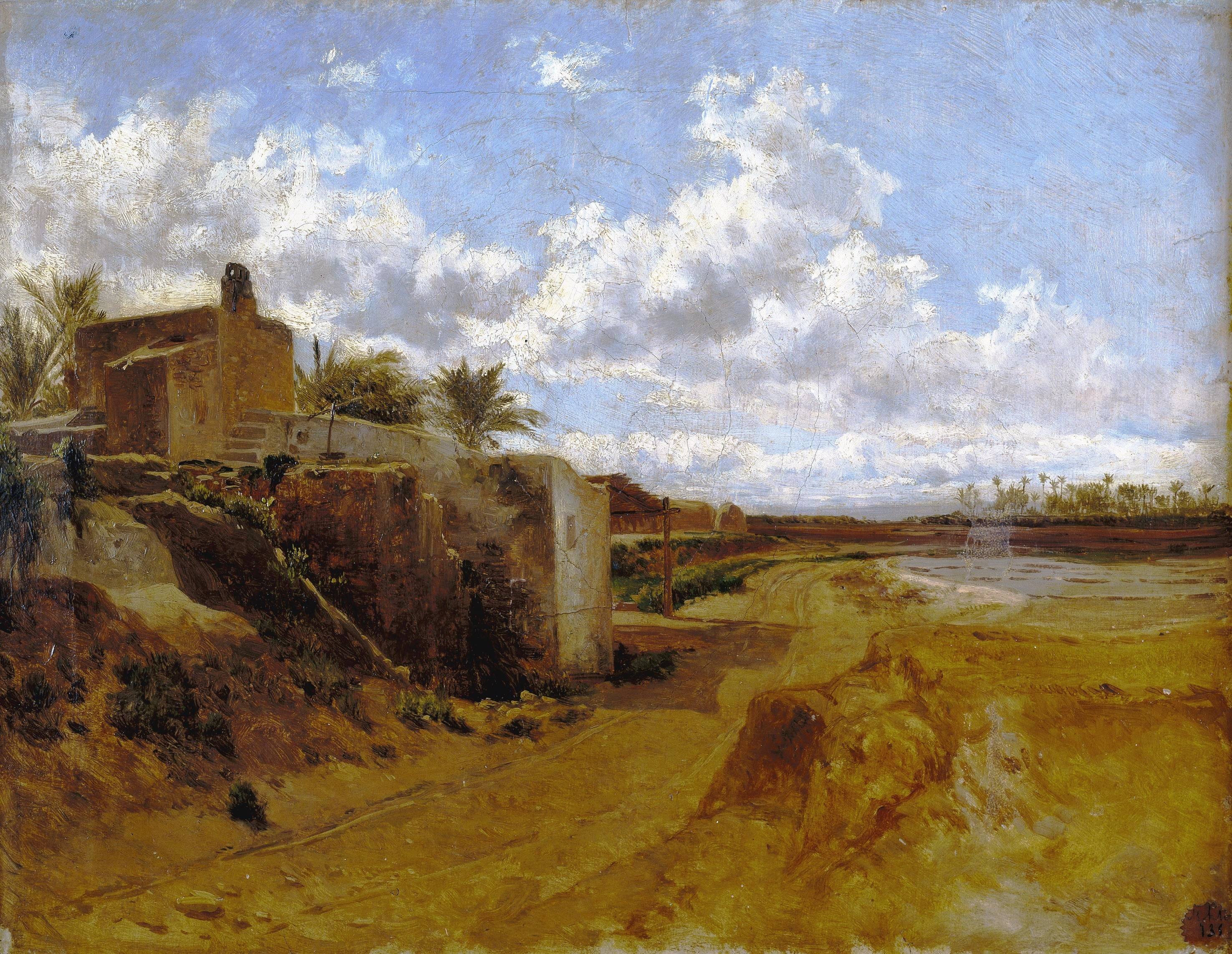
Une ferme à Elche (vers 1861), Madrid, musée du Prado.
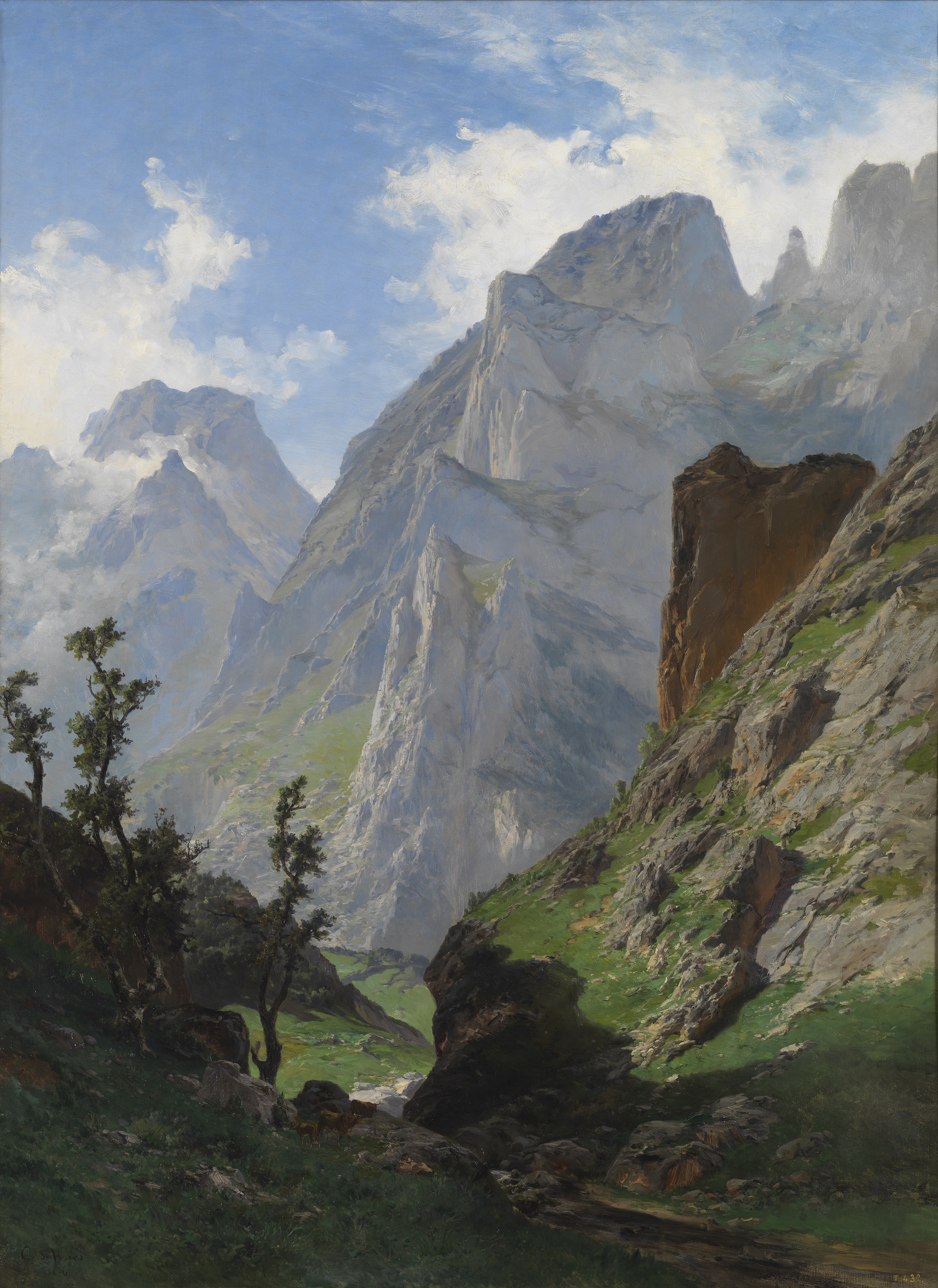
Le Canal de Mancorbo dans les pics d'Europe (1876), Madrid, musée du Prado.
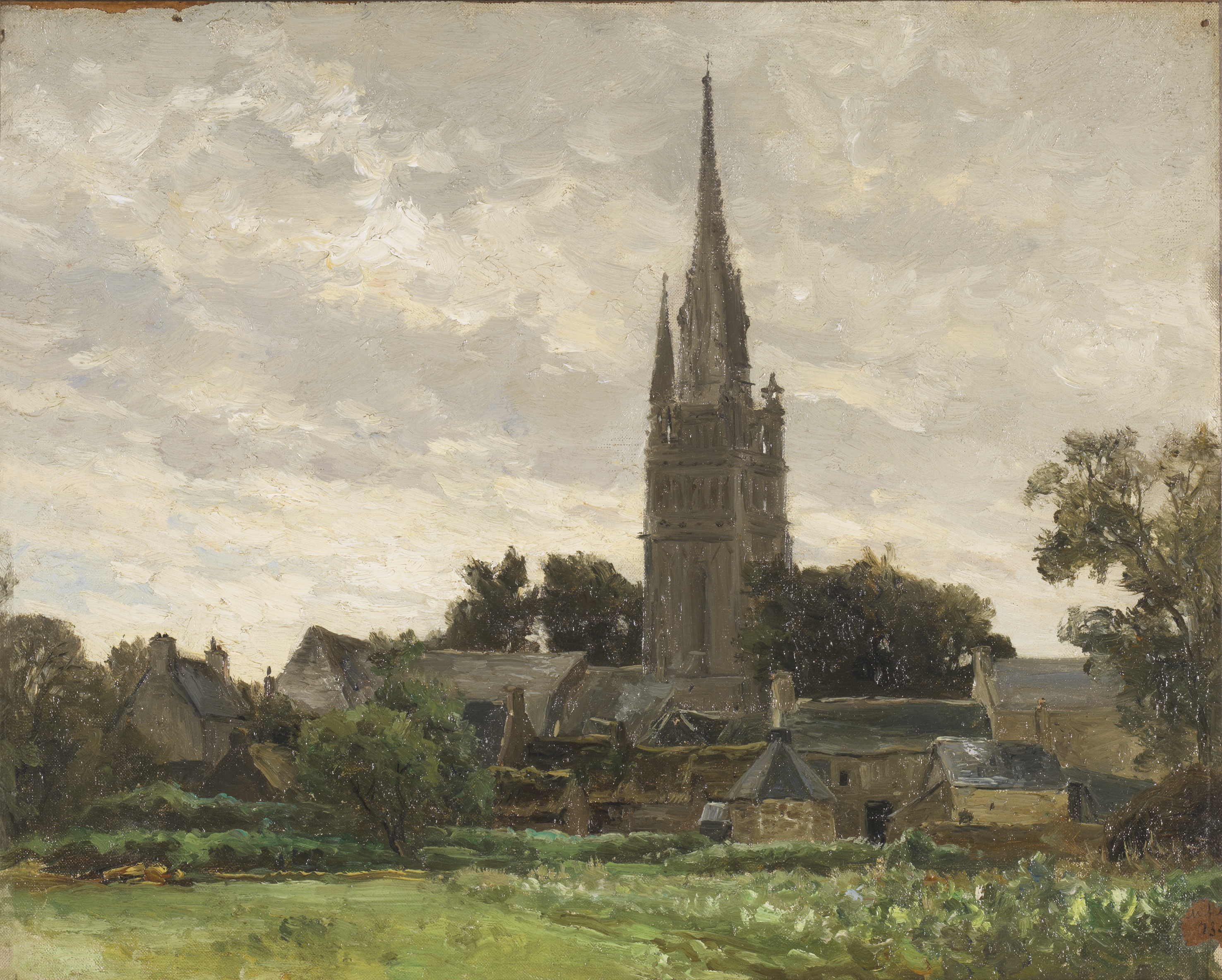
Clocher (environs de Douarnenez) (entre 1877 et 1884), Madrid, musée du Prado.
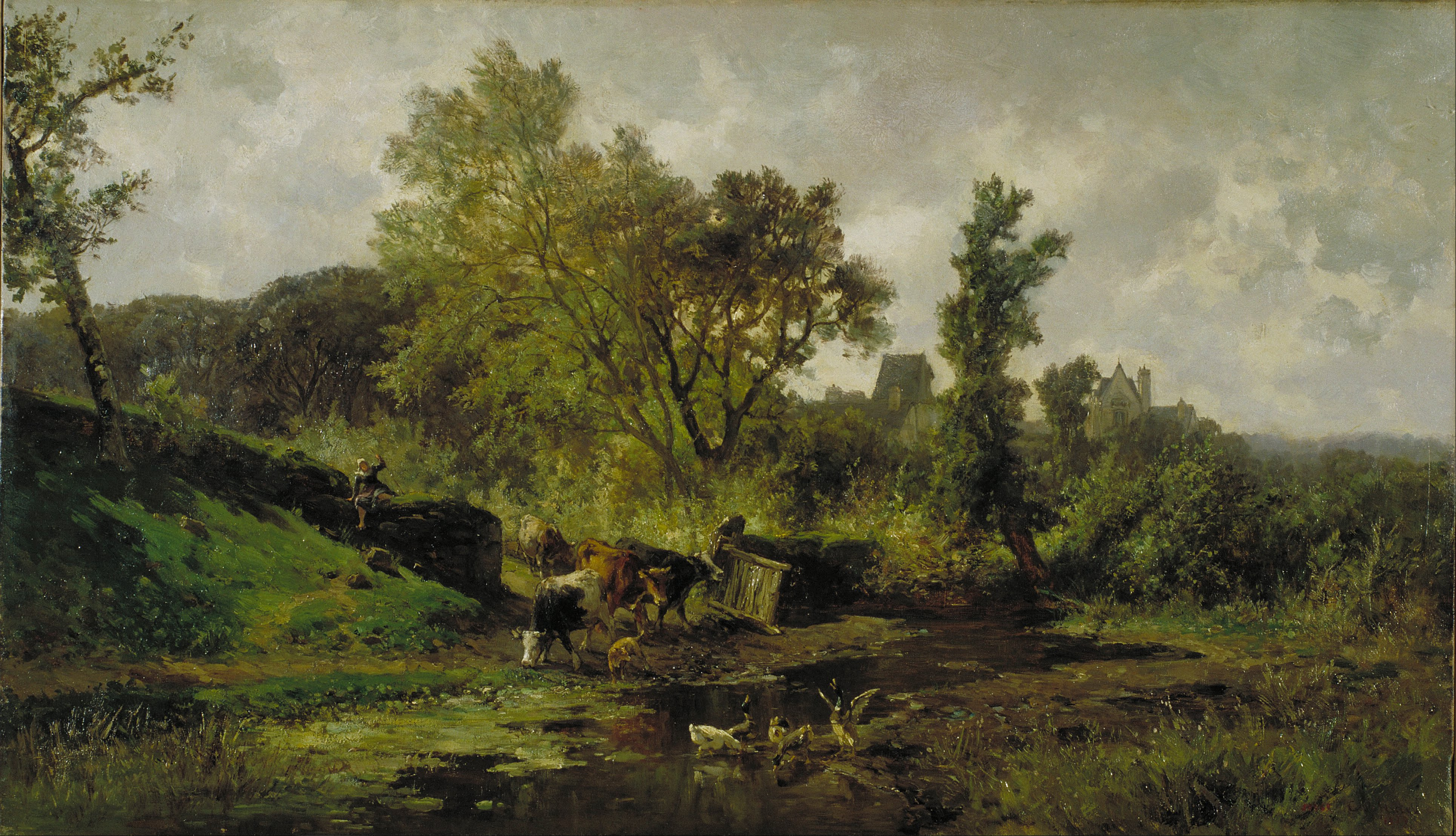
Paysage flamand (1879), Barcelone, musée national d'Art de Catalogne.
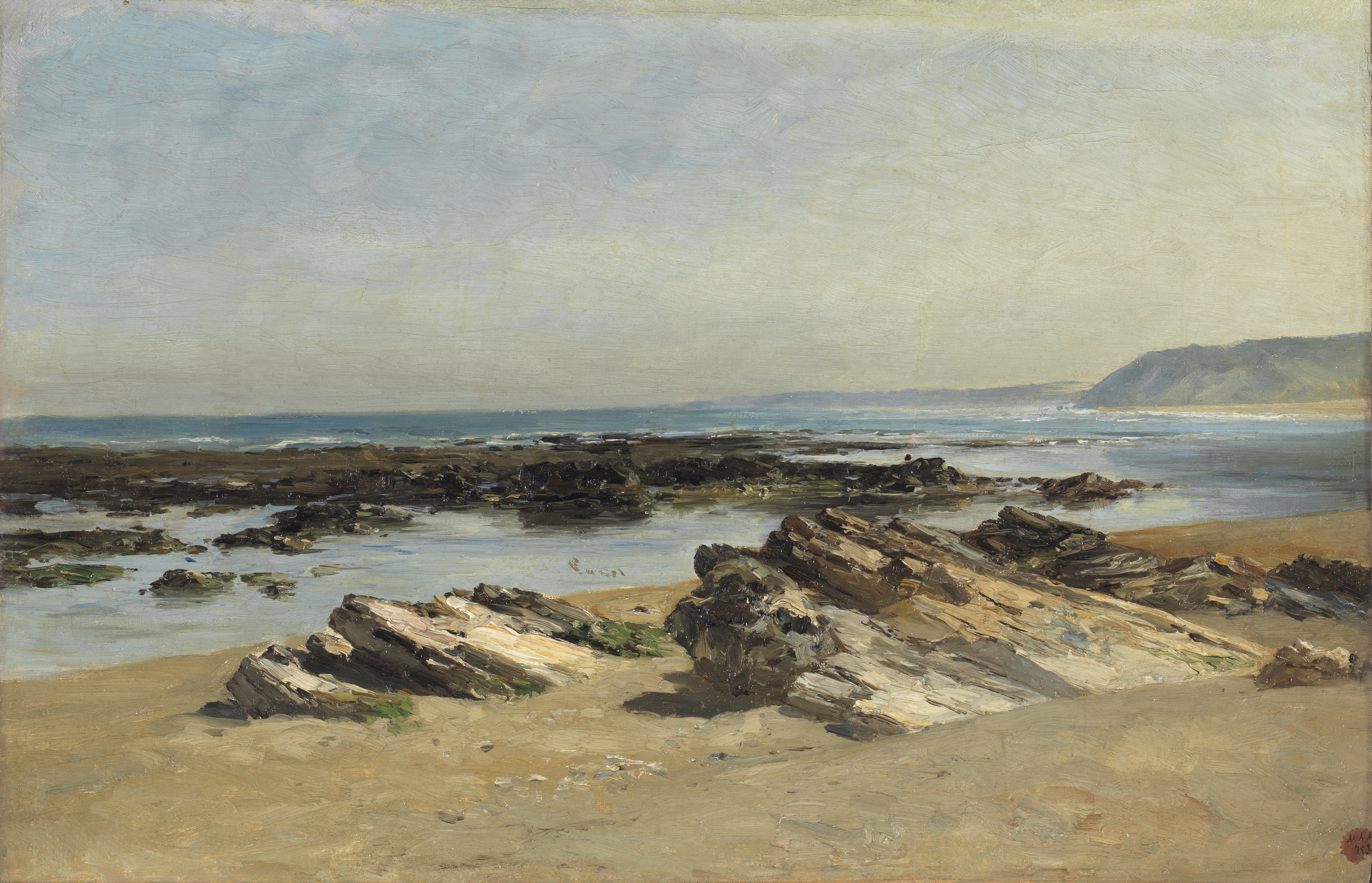
Marée basse (Guétary) (vers 1881), Madrid, musée du Prado.
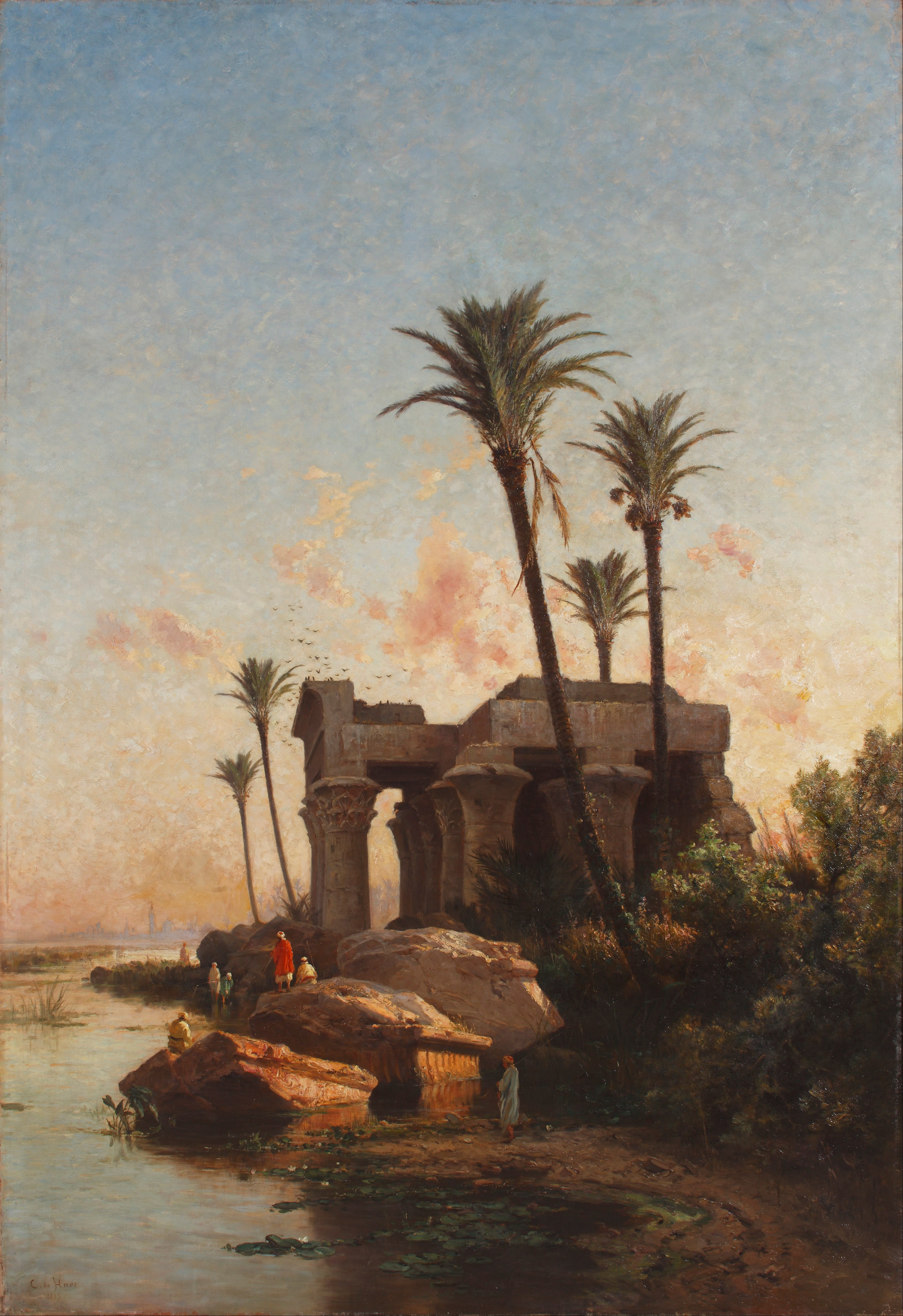
Paysage égyptien (1883), Madrid, musée du Romantisme.
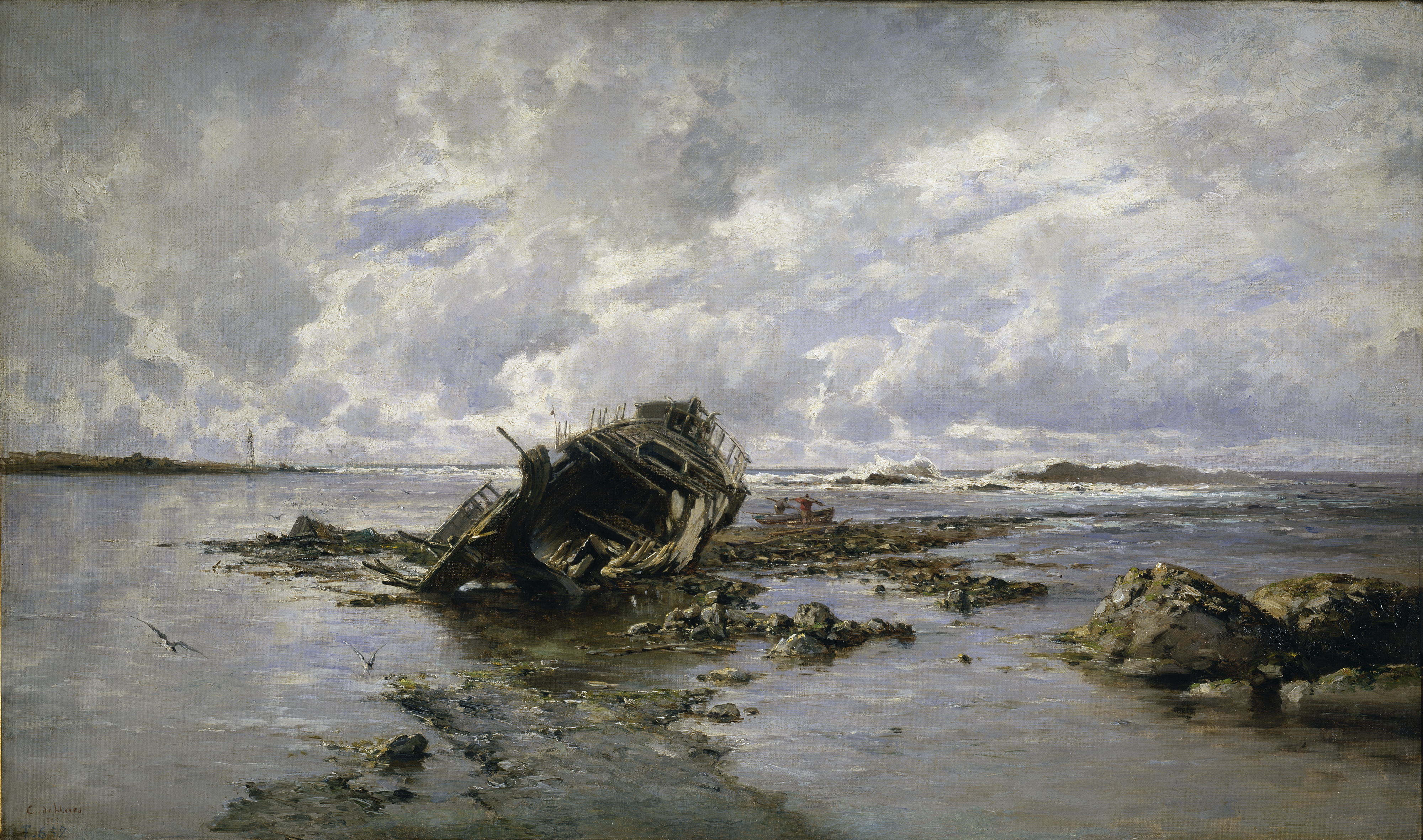
Une barque naufragée (1883), Madrid, musée du Prado.

## Élèves
- Juan Cardona